# Isoloba sphagnata
Isoloba sphagnata là một loài bướm đêm trong họ Geometridae.